# Слабая фокусировка
Слабая фокусировка — принцип устройства фокусирующих полей в циклических ускорителях заряженных частиц, который характеризуется слабыми градиентами, малой частотой бетатронных колебаний. Принцип слабой фокусировки основан на том, чтобы обеспечить в любой точке ускорителя вдоль его орбиты одновременную фокусировку по двум поперечным координатам. Это условие навязывает ограничение на так называемый показатель спада магнитного поля {\displaystyle n=-{\frac {Gr_{0}^{2}}{B\rho }}} (здесь {\displaystyle r_{0}} — радиус кривизны, {\displaystyle B\rho } — магнитная жёсткость, {\displaystyle G(s)={\frac {\partial B_{z}}{\partial x}}} — градиент магнитного поля): {\displaystyle 1>n>0}, что, в свою очередь, накладывает ограничение на частоты бетатронных колебаний {\displaystyle \nu _{x,y}<1}.
Все первые циклические ускорители были слабофокусирующими. Но для таких машин поперечный размер пучка растёт с энергией, а значит растёт размер вакуумной камеры и магнитных элементов. Последний слабофокусирующий ускоритель в физике высоких энергий, протонный синхрофазотрон в Дубне на энергию 10 ГэВ имел вакуумную камеру, в которой мог на четвереньках пролезть человек, а вес магнита ведущего поля был свыше 30 000 тонн.
В 1952 году Э.Курант, М.Ливингстон, Х.Снайдер опубликовали работу, предлагающую новый принцип жёсткой или сильной фокусировки, который позволил обойти ограничение слабофокусирующих машин.